# Time for the Moon Night
Time for the Moon Night es el sexto EP del grupo femenino surcoreano GFriend. Fue lanzado por Source Music el 30 de abril de 2018 y distribuido por Kakao M. El álbum contiene ocho canciones, incluido el sencillo principal «Time for the Moon Night» y dos pistas instrumentales.
Su sencillo «Time for the Moon Night», escrito por No Joo-hwan y Lee Won-jong, es el primer sencillo de GFriend no escrito por el dúo de productores Iggy y Youngbae.

## Antecedentes y lanzamiento
Después de un descanso de siete meses desde «Summer Rain» del sexteto, GFriend regresó oficialmente con su octavo miniálbum titulado Time for the Moon Night, incluido su nuevo sencillo con el mismo nombre, el 30 de abril de 2018. Se lanzaron tres versiones del álbum llamadas "Time Version", "Moon Version" y "Night Version". El mismo día, GFriend realizó un evento para celebrar el lanzamiento titulado Moon Light: Express 241 en el Yes24 Live Hall en el distrito de Gwangjin-gu de Corea del Sur. El grupo interpretó el sencillo principal «Time for the Moon Night» y la canción secundaria «Love Bug» durante la exhibición para los medios de comunicación, que se transmitió simultáneamente en vivo a través de la aplicación V Live de Naver.

## Composición y letras
Time for the Moon Night es un álbum mucho más sentimental y onírico en comparación con los álbumes anteriores de GFriend. Según la miembro Umji, el grupo quería «establecer una nueva dirección hacia la producción de música sentimental y que invitara a la reflexión».
«Love Bug» es una canción alegre con un sonido de retro jazz, «Flower Garden» es una canción del género synth pop retro, mientras que «Tik Tik» tiene un sonido funky con ritmo nu-disco; «Bye» es una balada pop y «You Are My Star» es una canción sentimental dedicada para los fans de GFriend.

## Promoción
GFriend comenzó a promocionar el álbum con las presentaciones de sus últimas canciones, «Time for the Moon Night» y «Love Bug» en el programa de televisión M! Countdown el 3 de mayo de 2018, seguido de presentaciones en vivo en varios programas de música de Corea del Sur durante toda la semana. En su segunda semana de promoción, la canción ganó el primer lugar en todos los programas musicales que incluyen sistema de listas, lo que convirtió a GFriend en el primer y único artista en lograr un Grand Slam durante 2018. GFriend finalizó sus promociones el 20 de mayo, obteniendo un total de diez trofeos de los seis programas de música, y se convirtió en el tercer sencillo del grupo con la mayor cantidad de victorias, solo detrás de «Rough» y «Navillera».

## Lista de canciones
| CD / Descarga digital |                                          |                |                                      |                           |          |  |
| N.º                   | Título                                   | Letras         | Música                               | Arreglos                  | Duración |  |
| 1.                    | «Intro (Daytime)»                        |                | No Joo-hwan                          | No Joo-hwan, Kim Ba-ro    | 1:00     |  |
| 2.                    | «Time for the Moon Night (밤)»           | No Joo-hwan    | No Joo-hwan, Lee Won-jong            | No Joo-hwan, Lee Won-jong | 3:46     |  |
| 3.                    | «Love Bug»                               | Seo Ji-eum     | David Amber, Andy Love, Ryan S. Jhun |                           | 3:42     |  |
| 4.                    | «Flower Garden (휘리휘리)»               | Mio            | Mio                                  | Mio                       | 3:15     |  |
| 5.                    | «Tik Tik (틱틱)»                         | Iggy, Youngbae | Iggy, Youngbae                       | Iggy, Youngbae            | 2:59     |  |
| 6.                    | «Bye»                                    | No Joo-hwan    | No Joo-hwan, Kim Ye-il, Sophia Pae   | No Joo-hwan               | 4:54     |  |
| 7.                    | «You Are My Star (별)»                   | Lee Shin-seong | ZigZag Note                          | ZigZag Note               | 3:15     |  |
| 8.                    | «Time for the Moon Night» (Instrumental) |                | No Joo-hwan, Lee Won-jong            | No Joo-hwan, Lee Won-jong | 3:47     |  |
| 26:50                 |                                          |                |                                      |                           |          |  |

## Posicionamiento en listas
| Lista (2018)                            | Mejor posición |
| --------------------------------------- | -------------- |
| Corea del Sur (Gaon Album Chart)        | 1              |
| Estados Unidos (Billboard World Albums) | 6              |
| Japón (Oricon)                          | 63             |

| Lista (2018)                     | Mejor posición |
| -------------------------------- | -------------- |
| Corea del Sur (Gaon Album Chart) | 55             |

## Historial de lanzamiento
| País          | Fecha               | Formato                         | Sello                             |
| ------------- | ------------------- | ------------------------------- | --------------------------------- |
| Corea del Sur | 30 de abril de 2018 | CD, descarga digital, streaming | Source Music, Kakao M, Sony Music |